# Kloosterstraat (Antwerpen)

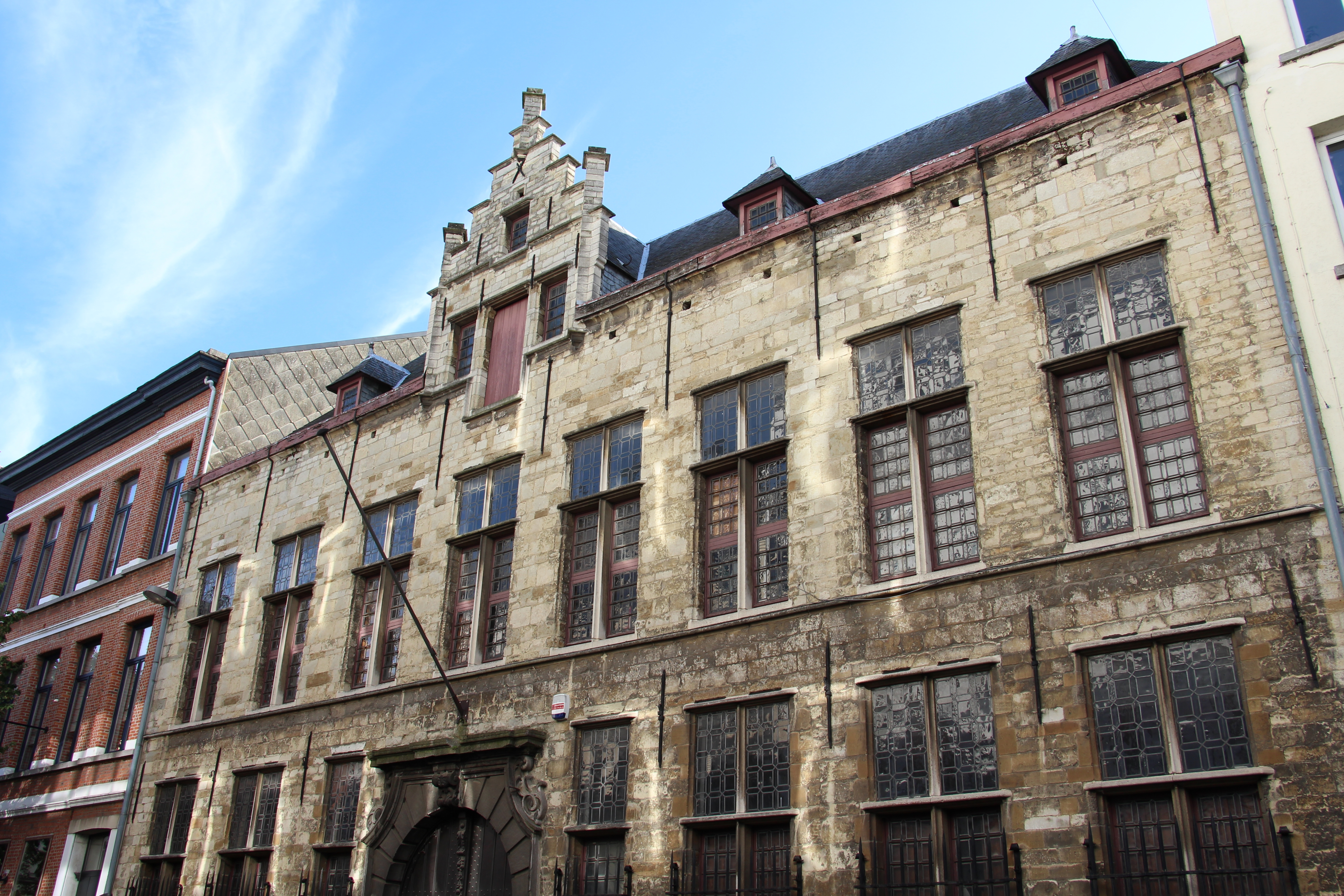
Het Mercator-Orteliushuis

De Kloosterstraat is een straat in het centrum van Antwerpen in de wijk Sint-Andries. De straat loopt van noord naar zuid en sluit in het noorden aan op de Oever en in het zuiden op de Vlaamse Kaai. 
De straat staat van oudsher bekend om zijn brokantiekzaken en vintagewinkels, maar deze worden steeds meer verdrongen door designkledingwinkels. Naast de statige 19e-eeuwse huizen zijn er ook enkele gebouwen uit de gouden eeuw te vinden, zoals het Mercator-Orteliushuis en het Heilig Huisken. Ook een opvallende bezienswaardigheid is de Guirlande, een houten gevelsculptuur.